# 黑木穗乃香
黑木穗乃香（日语：／ Kuroki Honoka，1995年10月21日—），日本女性配音員。Stardust Promotion所屬。出身於大阪府。AB型血。

## 人物簡介
2017年1月首播的電視動畫《清戀》首次參加作品配音。同時與同樣是Stardust Promotion所屬的同事組成聲優組合「SoundOrion」（成員色彩是橘色）活動。

## 演出
粗體字表示主要角色。

### 電視動畫
2016年
- orange（長野、小谷）

2017年
- 清戀（三條瑠依瀨、場內廣播、客人）
- 半獸人的煩惱（犬養未散[3]）

2019年
- BanG Dream！（LIVE觀眾[4]）
- 一個人的○○小日子（栗枝衣抄[5]、大嬸B、女學生A）

2020年
- 暗黑破壞神在身邊。（女學生B、小孩B、女學生C、園兒A、女學生）
- 八十龜觀察日記 第2冊（一天前紫春[6]）

2021年
- 八十龜觀察日記 第3冊（一天前紫春）
- 舞伎家的料理人（舞妓、採購員）
- 鬥神姬（ウォン・リム・イー・チェン）

2022年
- 明日同學的水手服（上級生）
- 八十龜觀察日記 第4冊（一天前紫春）
- RPG不動產（モナ）
- 女性向遊戲世界對路人角色很不友好（女子）
- 頂點!!!!!!!!!!!!!!!（秋鹿いろは[7]）
- 異世界迷宮裡的後宮生活（米利亞）

2023年
- 聖劍學院的魔劍使（咲耶[8]）

2024年
- 偶像大師 閃耀色彩（大崎甘奈[9]）
- 偶像大師 閃耀色彩 2nd season（大崎甘奈[10]）
- Acro Trip 頂尖惡路（女性售貨員）

2025年
- MIRU 我的未來（克菈菈[11]）

### 電影動畫
2016年
- orange -未來-[12]

### 遊戲
2016年
- UPPERS（日语：UPPERS）
- 迷宮（春川理子）

2017年
- 問答RPG 魔法使與黑貓維茲（サクヤ）
- 戰舞機娘 ACE VIRGIN -銀翼的戰鬥公主-（LeO451[13]、B7A2流星[13]、La-11[14]）
- 天空艦隊（步[15]、紺奈[16]）
- 放置少女 ～百花撩亂的萌姬們～（日语：放置少女〜百花繚乱の萌姫たち〜）（關羽、甘寧、曹操[17]）

2018年
- 太極貓熊 -DRAGON HUNTER-（[18]）
- 戰國ASURA（松、瀧川一益、高坂晶信[19]）
- 偶像大師 閃耀色彩（大崎甘奈[20]）
- 露娜编年史R（クラウド、[21]）
- 溫泉女孩 湯之花Collection（宇奈月明嶺[22]）
- 恒星少女 -Do The Scientists Dream of Girls' Asterism?-（[23]）

2019年
- 黑騎士與白魔王（赝造魔女[24]）
- 夢幻模擬戰 手機板（懷特茜茜[25]）
- 深淵地平線（勇敢）
- 棕色塵埃（日语：ブラウンダスト）（艾美莉亞）

2020年
- 怪物彈珠（2020年 - 2024年 御門松、寇蒂莉亞&李爾〈寇蒂莉亞〉、熙蝶都）
- 魔法紀錄 魔法少女小圓外傳（莉薇婭·梅黛洛斯）
- 死亡終局 輪迴試煉2（瑪西·路易士[26]）
- 貓咪樂園（莉娜）
- BATON＝RELAY（高木[27]）
- 闇影詩章（機械的輸送者、密約的吸血鬼、[28]）
- 彈射世界（庫拉拉）
- 車站回憶（日语：ステーションメモリーズ!）（王子時雨〈第2代〉[29]）
- Marvel's Avengers（卡瑪拉·康恩／漫威小姐（日语：Kamala Khan）[30]）

2021年
- 偶像大師 POPLINKS（日语：アイドルマスター ポップリンクス）（大崎甘奈[31]）
- 偶像大師 星耀季節（大崎甘奈[32])

2022年
- 熱血硬派國夫君外傳 熱血少女2（美沙子[33]）

2025年
- Fate/Grand Order（黒姬[34]）

### 廣播節目
※記號表示說明網路廣播。
- 岩田光央、鈴村健一 Sweet Ignition（日语：岩田光央・鈴村健一 スウィートイグニッション）（大阪電台，助理主持人）
- 這種的木竟然是木 青木與黑木（2017年－播出中，超！A&G+）※[35]
- 偶像大師 閃耀色彩 振翅廣播站（2018年－播出中，主持人〈每週輪班〉，Asobi Store（页面存档备份，存于））※
- 羽球少女 ～聖拉斐爾學廣播社～（2018年－2019年，關西電台、音泉）※[36]
- 白黑小瞳（2019年－播出中，超！A&G+）※[37]

### 電視節目
※記號表示說明網路電視。
- （2016年－播出中，niconico直播→SHOWROOM、YouTube Live）※[38][39]
- GG！（2017年，FRESH！（日语：FRESH LIVE）等）※[40]
- GG！ HONODON 『鬥陣特攻』 試玩動畫（2017年，YouTube Live）※[41]
- （2017年，生視）※[42]
- 羽球少女動畫（2018年，YouTube）※[43]
- Fami通LIVE（2019年－播出中，niconico直播、YouTube Live）※[44][45]
- SoundOriONLINE（2019年－播出中，LINE LIVE（日语：LINE LIVE））※[46]
- 黑木穗乃香與前川涼子的從現在開始還有更多！（2019年－播出中，niconico直播）※[47]
- 黑木穗乃香的Secret Show Room（2020年－播出中，niconico直播、YouTube Live）※[48]

### 影像商品
- READING&LIVE『Re:Union』 公演DVD（2019年）[49]
- SoundOrion（日语：サンドリオン (声優ユニット)） LIVE DVD 「SoundOrion紀念日 ～與dOrion在一起的702日～」（2019年）[50]
- 偶像大師 閃耀色彩 1stLIVE FLY TO THE SHINY SKY（2019年）[51]
- 黑木穗乃香與前川涼子的“從現在開始還有更多”VOL.1（2019年）[52]
- 萬代南夢宮娛樂祭 2days LIVE Blu-ray（2020年）[53]

### 外語配音

#### 電影
- TEN：姬密特攻（Mira〈Lavenia Oviola 主演〉、Kelly[54]）
- 姐姐我醉大

### 旁白
- 食文化！（BS-TBS）
- 電台廣告「丸沼高原滑雪場（日语：丸沼高原スキー場）」
- V-STATION（日语：1314 V-STATION） （2016年，大阪電台）[55]
- 味之素AGF（日语：味の素AGF） 「奶精」 商品旁白（2017年）[56]
- ！ 2nd season（2018年，BS-TBS）[57]
- AMUSEMENT MEDIA綜合學院（日语：アミューズメントメディア総合学院） 原創動畫TVCM「BLUE-line step brush-」（2020年，葵[58]）

### 舞台
- 舞台『禁』（2018年，琳絲[59]）
- 舞台『Re:Union』（2019年，新田光[60]）
- 『2099』（2019年）[61]
- 聲劇和樂團 第七回公演「輝夜姬」（2019年，輝夜姬[62]）

### 其它活動
- 株式會社Supporterz （页面存档备份，存于） 就職應援角色「佐藤梓」（2017年，佐藤梓[63]）
- 羽球少女（2018年，高城繪理華[64]）
- LINE貼圖『偶像大師 閃耀色彩』（2019年－2020年，大崎甘奈）2作品
- 有聲書『屍人莊殺人事件』（2020年，劍崎比留子[65]）
- 有聲書『副社長甘愛方』（2020年，小石川理子[66]）

## 音樂作品
聲優組合SoundOrion的歌曲請參照「SoundOrion」 （日語）。

### 角色歌曲
| 發行日期 | 標題                                                                               | 名義                                                               | 曲名                                                | 備註                                                                     |
| 2018年   | 2018年                                                                             | 2018年                                                             | 2018年                                              | 2018年                                                                   |
| -------- | ---------------------------------------------------------------------------------- | ------------------------------------------------------------------ | --------------------------------------------------- | ------------------------------------------------------------------------ |
| 5月4日   | Let's 御社!! ☆ version.                                                            | 佐藤梓（黑木穗乃香）                                               | 「Let's 御社!! ☆ version.」                         | 株式會社Supporterz （页面存档备份，存于） 就職應援角色「佐藤梓」相關歌曲 |
| 6月6日   | THE IDOLM@STER SHINY COLORS BRILLI@NT WING 01 Spread the Wings!!                   | 閃耀色彩                                                           | 「Spread the Wings!!」                              | 遊戲《偶像大師 閃耀色彩》主題歌曲                                        |
| 10月3日  | THE IDOLM@STER SHINY COLORS BRILLI@NT WING 05 ALSTEROEMERIA                        | 百合水仙                                                           | 「」                                                | 遊戲《偶像大師 閃耀色彩》相關歌曲                                        |
| 11月30日 | smash!!!!!                                                                         | 羽球少女                                                           | 「Side × Side」 「smash!!!!!」 「全力全身DREAMER!」 | 媒體組合企劃《羽球少女》相關歌曲                                         |
| 12月19日 | THE IDOLM@STER SHINY COLORS SE@SONAL WINTER                                        | 閃耀色彩                                                           | 「SNOW FLAKES MEMORIES」 「Let's get a chance」     | 遊戲《偶像大師 閃耀色彩》相關歌曲                                        |
| 2019年   |                                                                                    |                                                                    |                                                     |                                                                          |
| 1月24日  | be with you – Type 2019 Unit Ver. -                                                | 新田光（黑木穗乃香）、宮前美彌（成海瑠奈）、澄白飛鳥（高木友梨香） | 「be with you – Type 2019 Unit Ver. -」             | 部隊『Re:Union』主題歌曲                                                 |
| 3月9日   | THE IDOLM@STER SHINY COLORS SOLO COLLECTION -1stLIVE FLY TO THE SHINY SKY-         | 大崎甘奈（黑木穗乃香）                                             | 「」                                                | 遊戲《偶像大師 閃耀色彩》相關歌曲                                        |
| 4月10日  | THE IDOLM@STER SHINY COLORS FR@GMENT WING 01                                       | 閃耀色彩                                                           | 「Ambitious Eve」 「 Shiny Days」                   | 遊戲《偶像大師 閃耀色彩》相關歌曲                                        |
| 8月18日  | THE IDOLM@STER SHINY COLORS SOLO COLLECTION -SUMMER PARTY 2019-                    | 大崎甘奈（黑木穗乃香）                                             | 「」                                                | 遊戲《偶像大師 閃耀色彩》相關歌曲                                        |
| 8月21日  | THE IDOLM@STER SHINY COLORS FR@GMENT WING 05                                       | 百合水仙                                                           | 「Bloomy！」 「Love Addiction」 「Ambitious Eve」   | 遊戲《偶像大師 閃耀色彩》相關歌曲                                        |
| 12月18日 | THE IDOLM@STER SHINY COLORS FUTURITY SMILE                                         | 閃耀色彩                                                           | 「FUTURITY SMILE」 「Spread the Wings!!」           | 遊戲《偶像大師 閃耀色彩》相關歌曲                                        |
| 2020年   |                                                                                    |                                                                    |                                                     |                                                                          |
| 2月12日  | THE IDOLM@STER SHINY COLORS SWEET♡STEP                                             | 閃耀色彩                                                           | 「SWEET♡STEP」 「Multicolored Sky」                 | 遊戲《偶像大師 閃耀色彩》相關歌曲                                        |
| 3月21日  | THE IDOLM@STER SHINY COLORS SOLO COLLECTION -SPRING PARTY 2020-                    | 杜野凛世（丸岡和佳奈）                                             | 「」                                                | 遊戲《偶像大師 閃耀色彩》相關歌曲                                        |
| 4月8日   | THE IDOLM@STER SHINY COLORS GR@DATE WING 01                                        | 閃耀色彩                                                           | 「」 「Dye the sky.」                               | 遊戲《偶像大師 閃耀色彩》相關歌曲                                        |
| 7月29日  | THE IDOLM@STER SHINY COLORS SOLO COLLECTION -2ndLIVE STEP INTO THE SUNSET SKY-     | 大崎甘奈（黑木穗乃香）                                             | 「Love Addiction」                                  | 遊戲《偶像大師 閃耀色彩》相關歌曲                                        |
| 10月31日 | THE IDOLM@STER SHINY COLORS SOLO COLLECTION -MUSIC DAWN-                           | 大崎甘奈（黑木穗乃香）                                             | 「SNOW FLAKES MEMORIES」                            | 遊戲《偶像大師 閃耀色彩》相關歌曲                                        |
| 12月9日  | THE IDOLM@STER SHINY COLORS GR@DATE WING 05                                        | 百合水仙                                                           | 「」 「Anniversary」 「」                           | 遊戲《偶像大師 閃耀色彩》相關歌曲                                        |
| 2021年   |                                                                                    |                                                                    |                                                     |                                                                          |
| 1月20日  | THE IDOLM@STER SHINY COLORS COLORFUL FE@THERS -Stella-                             | Team.Stella                                                        | 「 ～planisphere～」                                | 遊戲《偶像大師 閃耀色彩》相關歌曲                                        |
| 1月20日  | THE IDOLM@STER SHINY COLORS COLORFUL FE@THERS -Stella-                             | 大崎甘奈（黑木穗乃香）                                             | 「Sweet Memories」                                  | 遊戲《偶像大師 閃耀色彩》相關歌曲                                        |
| 4月24日  | THE IDOLM@STER SHINY COLORS SOLO COLLECTION -3rdLIVE TOUR PIECE ON PLANET / TOKYO- | 大崎甘奈（黑木穗乃香）                                             | 「」                                                |                                                                          |

## 腳註

## 外部連結
- 所屬經紀公司的官方資料 （页面存档备份，存于） （日語）－株式會社Stardust Promotion的官方網站。
- 黑木穗乃香的X（前Twitter） （日語）
- SoundOrion的X（前Twitter） （日語）
- 這種的木竟然是木（冠電台）的X（前Twitter） （日語）
- 白黑小瞳（冠電台）的X（前Twitter） （日語）
- 黑木穗乃香｜Stardust Promotion聲優部官方部落格 （页面存档备份，存于） （日語）